# Linda Styf
Linda Styf, född i Göteborg 1948, journalist och sångerska. Linda Styf är känd som Dan Andersson-tolkare. Hon var 1988-2003 representant för miljöpartiet i Bollnäs kommunfullmäktige. Linda Styf är bosatt i Stockholm och var 2007-2009 ordförande för föreningen Samhällets styvbarn, som organiserar Sveriges tidigare barnhems- och fosterbarn. Hon har i många intervjuer i press och tv berättat om sin tid som fosterbarn. Linda Styf har flera gånger deltagit i Seniorchansen och hamnade 2009 på delad andra plats.

## Diskografi
- Blå längtan (1999)
- I rosornas år (2003), Dan Andersson-visor
- I maskrosens tid
- Sju sånger & En bok (2008)